# Gunung Guruh
Gunung Guruh is een bestuurslaag in het regentschap Sukabumi van de provincie West-Java, Indonesië. Gunung Guruh telt 9079 inwoners (volkstelling 2010).